# التحالف اليهودي من أجل العدالة والسلام
التحالف اليهودي من أجل العدالة والسلام هي منظمة لليهود الأمريكيين تأسست على يد مارسيا فريدمان، وتصف أعضائها بأنهم ملتزمون بشدة برفاهية إسرائيل من خلال تحقيق تسوية تفاوضية بين الفلسطينيين والإسرائيليين وإنهاء النزاع الفلسطيني الإسرائيلي الذي طال أمده، وهو ما يستلزم إنهاء الاحتلال الإسرائيلي للأراضي الفلسطينية التي اغتصبتها خلال حرب الأيام الستة عام 1967، ووضع حد للمقاومة الفلسطينية المُسلحة. يؤيد التحالف اليهودي من أجل العدالة والسلام حل الدولتين كحل لإنهاء الصراع.
يشغل مارسيا فريدمان منصب الرئيس التنفيذي الحالي لمنظمة التحالف اليهودي من أجل العدالة والسلام.

## التاريخ
أعلن التحالف اليهودي من أجل العدالة والسلام في بيان صحفي له صدر في 14 تشرين الأول (أكتوبر) من عام 2006 عن وصول عدد أعضاء التحالف إلى ما يزيد عن 35000 عضوًا، وبحلول شباط (فبراير) عام 2007 كان التحالف اليهودي من أجل العدالة والسلام قد أدرج 38 فرعًا له في جميع أنحاء الولايات المتحدة الأمريكية، ولكن ما لبثت جميع فروع التحالف أن دُمجت مع منظمة جي ستريت وفقًا للنشرة الإخبارية التي أصدرها التحالف عبر موقع الإلكترونيّ لشهر يناير 2010، وكان هذا على ما يبدو من قبيل التنسيق الاستراتيجي فقط، وليس للاندماج التام.

## المواقف
في عام 2006 تعاون التحالف اليهودي من أجل العدالة والسلام مع كُل من منظمة أمريكيين من أجل السلام الآن، ومنتدى السياسة الإسرائيلية للضغط على الكونغرس الامريكي لمنع إصدار قانون مكافحة الإرهاب الفلسطيني لعام 2006 (المعروف باسم القانون إتش آر 4681)، والذي دعمته لجنة الشؤون العامة الأمريكية الإسرائيلية. أصبح مشروع القانون قانونًا في النهاية، ولكن بشكل مختلف تمامًا عن الصياغة الأصلية التي اقترحتها لجنة الشؤون العامة الأمريكية الإسرائيلية.